# Пеле навсегда
«Пеле навсегда» (порт. Pelé Eterno) — бразильский документальный фильм режиссёра Анибала Массаини Нето.

## Сюжет
Фильм посвящён жизни бразильского футболиста Пеле. О нём рассказывают он сам, его родители Дондиньо и Селесте Арантес, жена Ассирия Лемос, а также коллеги.

## См также
- Пеле: Рождение легенды (2016)

## Награды
- Премия Рима на Каннском кинофестивале[1][2]